# Midway Island (Rauer-Inseln)
Midway Island ist eine Insel vor der Ingrid-Christensen-Küste des ostantarktischen Prinzessin-Elisabeth-Lands. Sie gehört zu den Rauer-Inseln und liegt auf halbem Weg (englisch midway) zwischen Shcherbinina Island und der Mather-Halbinsel.
Australische Wissenschaftler benannten sie nach ihrer geografischen Lage.